# Leonardo Madoni
Leonardo Madoni (Manciano, 20 novembre 1912 – Barce, 4 ottobre 1941) è stato un militare e aviatore italiano, decorato di medaglia d'oro al valor militare a vivente nel corso della seconda guerra mondiale.

## Biografia
Nacque a Manciano, provincia di Grosseto, il 20 novembre 1912 figlio di Michele ed Armida Sarti. dopo aver conseguito il diploma di capitano marittimo presso l'Istituto Alfredo Cappellini di Livorno, il 23 ottobre 1933 veniva ammesso ai corsi della Regia Accademia Navale come allievo ufficiale di complemento.  Nominato guardiamarina il 20 ottobre 1935, dopo circa un anno di imbarco sul cacciatorpediniere Borea fu inviato alla Scuola di osservazione aerea di Taranto dove conseguì la nomina di osservatore marittimo. Assegnato nel 1936 alla 185ª Squadriglia Osservazione Marittima dell'Aviazione dell'Egeo, due anni dopo, nel gennaio 1938, promosso sottotenente di vascello prestò servizio in successione sugli incrociatori leggeri Luigi Cadorna e Eugenio di Savoia. Negli anni 1938-1939 frequentò il corso superiore presso l’Accademia Navale entrando poi nei ruoli del servizio permanente effettivo e destinato alla 183ª Squadriglia R.M. di Elmas, in Sardegna. All'attò dell'entrata in guerra del Regno d'Italia, avvenuta il 10 giugno 1940, si distinse in azione fin dai primi giorni di guerra come abile e coraggioso osservatore. Decorato con una medaglia d'argento al valor militare, dall'agosto dello stesso anno prestò servizio presso la nella 143ª Squadriglia di stanza sull'idroscalo di Menelao a Bengasi, in Libia, dove rimase sino al gennaio 1941 quando tornò in Italia sull'aeroporto di Ragusa-Čilipi. Assegnato alla 183ª Squadriglia dell'83º Gruppo Autonomo di base ad Augusta, equipaggiata con gli idrovolanti CANT Z.506 Airone, rimase gravemente ferito in combattimento il 26 settembre 1941. Soccorso dopo dieci ore in mare fu trasferito presso l'ospedale di Barce dove si spense il 4 ottobre 1941. Fu decorato con la medaglia d'oro al valor militare alla memoria.

### Fonti
1. 1 2  Combattenti Liberazione.
2. ↑   Leonardo Madoni, su marina.difesa.it. URL consultato il 22 maggio 2025.
3. ↑  Gruppo Medaglie d'Oro al Valor Militare 1965, p. 722.
4. 1 2 3  Ufficio Storico dell'Aeronautica Militare 1969, p. 206.
5. 1 2 3 4 5 6 7 8  Alberini, Prosperini 2015, p. 314.
6. ↑   Medaglia d'oro al valor militare Madoni, Leonardo, su quirinale.it, Quirinale. URL consultato l'11 luglio 2021.